# أمير بلالي
أمير بلالي (بالألبانية: Amir Bilali‏) هو لاعب كرة قدم ألباني وشمال مقدوني في مركز الدفاع، ولد في 15 أبريل 1994 في غوستيفار في مقدونيا الشمالية. شارك مع منتخب ألبانيا تحت 19 سنة لكرة القدم ومنتخب ألبانيا تحت 21 سنة لكرة القدم. أما مع النوادي، فقد لعب مع بارتيزاني تيرانا ونادي تساليه ونادي تيوتا دورس ونادي رابوتنيتشكي ونادي شكوبي ونادي ميزوكوفيشدي.

## هوامش
1. ↑  Official الاتحاد الأوروبي لكرة القدم matches only.

## وصلات خارجية
- أمير بلالي على موقع قاعدة بيانات كرة القدم.إي يو (الإنجليزية)
- أمير بلالي على موقع Soccerway.com (الإنجليزية)
- أمير بلالي على موقع عالم كرة القدم.نت (الإنجليزية)